# Zvijezd
Zvijezd (Servisch cyrillisch Звијезд) is een plaats in de Servische gemeente Prijepolje. De plaats telt 104 inwoners (2002).